# ارینا بوکووا
ارینا جئورجیوا بوکووا (به انگلیسی: Irina Georgieva Bokova) (متولد ۱۲ ژوئیه ۱۹۵۲)، سیاست‌مدار بلغاری و مدیرکل فعلی یونسکو از سال ۲۰۰۹ است که در سال ۲۰۱۳ مجدداً به این سمت انتخاب شد.
وی پیش از این، نماینده پارلمان بلغارستان به مدت دو دوره از حزب سوسیالیست، وزیر و معاون وزیر امورخارجه در زمان نخست‌وزیری ژان ویدنوف و سفیر بلغارستان در فرانسه و مراکش بوده‌است.

## زندگی‌نامه
ارینا بوکووا دختر گئورگی بوکوو از سیاستمداران و روزنامه‌نگاران دوره حاکمیت حزب کمونیست بلغارستان است. گئورگی بوکوو پدر ایرینا مقام سردبیری روزنامه رابوتیچسکو دلو، روزنامه رسمی و ارگان حزب کمونیست بلغارستان بوده‌است.
ارینا بوکووا در سال ۱۹۷۱ درسش را درمدرسه زبان انگلیسی به پایان رساند و در سال ۱۹۷۶ از مؤسسه دولتی روابط بین‌الملل مسکو فارغ‌التحصیل شد. او سپس به عضویت حزب کمونیست بلغارستان و متعاقب آن به عضویت حزب سوسیالیست این کشور که جایگزین حزب کمونیست محسوب می‌شد، درآمد.

## عضویت در یونسکو
ارینا بوکووا طی سال‌های ۲۰۰۵ تا ۲۰۰۹ نیز نماینده دائم بلغارستان در یونسکو و نماینده شخصی رئیس‌جمهوری این کشور در سازمان بین‌المللی کشورهای فرانسه زبان بوده‌است.
بوکووا در ۲۲ سپتامبر ۲۰۰۹ به مقام مدیر کلی یونسکو انتخاب شد. او در رقابتی که در پنج دور با هشت نامزد دیگر و مهم‌ترین آن‌ها فاروق حسنی وزیر فرهنگ مصر داشت با ۱۶۶ رأی از مجموع ۱۷۷ رأی به عنوان نخستین زن در رأس سازمان یونسکو؛ مدیرکل این سازمان و جانشین کوئیچیرو ماتسوئورا مدیرکل هفتاد و دو ساله ژاپنی شد.